# 赫茲望遠鏡
赫茲望遠鏡（Heinrich Hertz Submillimeter Telescope）是位於美國亞利桑那州格拉漢姆山的次毫米波電波望遠鏡。10公尺寬的拋物面望遠鏡位於建築物內，用於保護建築物免受惡劣天氣的影響。使用望遠鏡時，建築物的前門和屋頂是打開的。
赫茲望遠鏡於1993年建成。赫茲望遠鏡與基特峰上的12公尺望遠鏡一起，由亞利桑那電波天文台（亞利桑那大學斯圖爾德天文台的一個部門）維護。

## 外部連結
- 维基共享资源上的相關多媒體資源：赫茲望遠鏡
- Official website at the Arizona Radio Observatory 的存檔，存档日期2019-06-01.
- Discovery Park – Guided MGIO tours for the public